# آلفين كروكت
آلفين كروكت هو سياسي أمريكي، ولد في 19 أكتوبر 1831، وتوفي في 9 يوليو 1902.